# Ferrières-les-Verreries
Ferrières-les-Verreries is een gemeente in het Franse departement Hérault (regio Occitanie) en telt 62 inwoners (2009). De gemeente werd op 1 januari 2017 overgeheveld van het arrondissement Montpellier naar het arrondissement Lodève.

## Geografie
De oppervlakte van Ferrières-les-Verreries bedraagt 23,0 km², de bevolkingsdichtheid is dus 2,7 inwoners per km².

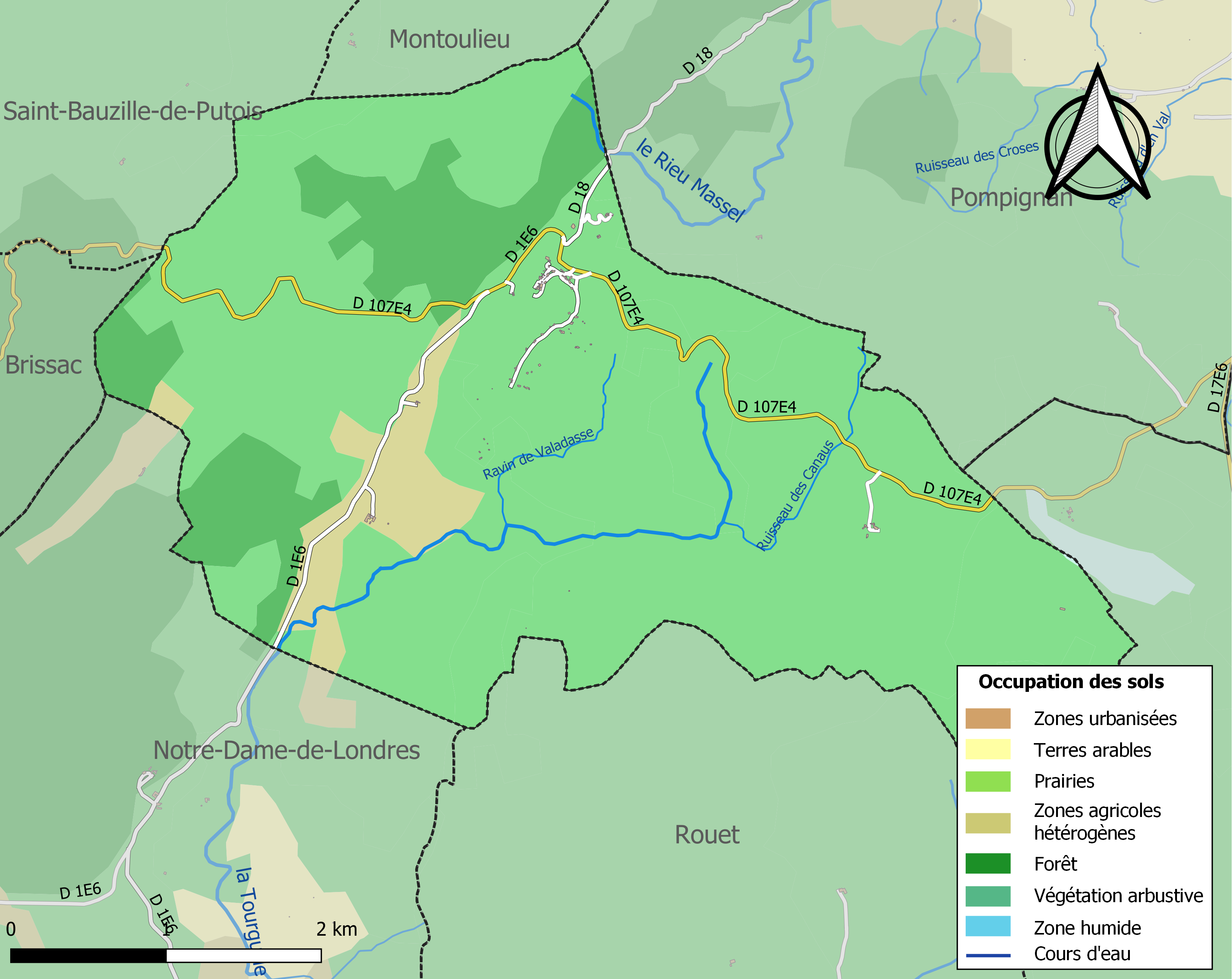
Kaart van de gemeente met de belangrijkste infrastructuur, bodemgebruik en omliggende gemeenten

## Demografie
Onderstaande figuur toont het verloop van het inwonertal (bron: INSEE-tellingen).